# IC 4221
IC 4221 је спирална галаксија у сазвјежђу Дјевица која се налази на листи објеката дубоког неба у Индекс каталогу.
Деклинација објекта је - 14° 36' 34" а ректасцензија 13h 18m 30,4s. Привидна величина (магнитуда) објекта IC 4221 износи 12,9 а фотографска магнитуда 13,6. IC 4221 је још познат и под ознакама MCG -2-34-21, IRAS 13158-1420, PGC 46366.